# ファルコムスペシャルBOX
ファルコムスペシャルBOX（ファルコムスペシャルボックス）とは、日本ファルコムのゲームミュージックのアレンジ作品やラジオドラマなどを収録したCD-BOXシリーズである。

## 概要
羽田健太郎をはじめ、寺嶋民哉や森口博子、米光亮、奥慶一、南翔子、新居昭乃、難波弘之、アンセムなどがゲストアーティストとして楽曲のアレンジを担当している。
CDドラマでは、山口勝平、山本百合子、佐久間レイ、勝生真沙子、椎名へきる、草尾毅、川菜翠、日髙のり子、井上喜久子、岩男潤子、國府田マリ子など豪華な声優らが出演している。
1988年から1996年までキングレコードからファルコムレーベルとして毎年の年末に発売されたが、その後は発売が途絶えた。2003年に一度だけ『ファルコムスペシャルBOX'2004』として7年ぶりに復活している。

## 商品内容
括弧内は発売日と値段。『～2004』はファルコムの自社レーベルから、その他はキングレコードのファルコムレーベルから発売。
- ファルコムスペシャルBOX'89（1988年12月5日、7800円）
  - 8cmCD 6枚：K13X23041-6
- ファルコムスペシャルBOX'90（1989年12月21日、6760円）
  - CD 4枚：169A7717-20
  - 完全限定盤12cmCDミニアルバム4枚組
  - 封入特典特製『リリア』テレホンカード付
- ファルコムスペシャルBOX'91（1990年12月21日、6602円）
  - CD 4枚：KICA9001-4
  - 特製『レア』のハーモニカとJ.D.K.BANDの絵の出るVSD付
- ファルコムスペシャルBOX'92（1991年12月21日、6796円）
  - CD 3枚：KICA9009-11
  - 特製イース『フィーナ&レア・ミニタペストリー』
  - ファルコムレーベルジャケットカレンダー
- ファルコムスペシャルBOX'93（1992年12月24日、6777円）
  - CD 4枚：KICA9012-5
- ファルコムスペシャルBOX'94（1993年12月21日、6990円）
  - CD 3枚：KICA9020-2
  - 封入特典 オリジナルテレホンカード
- ファルコムスペシャルBOX'95（1994年12月21日、7184円）
  - CD 3枚：KICA9023-5
  - 封入特典特製 ぽっぷるメイル『ガウ』バッジ
- ファルコムスペシャルBOX'96（1995年12月21日6602）
  - CD 3枚：KICA9026-8
  - 特製40ページ豪華上製本封入（池上明子描き下ろし『イースV』コミック他掲載）
- ファルコムスペシャルBOX'97（1996年12月21日、6602円）
  - CD 3枚 ：KICA9029-31
  - 封入特典 イラスト&川菜翠リバーシブルカレンダー
- ファルコムスペシャルBOX2004（2003年12月19日、8263円（税込））
  - イースVI マテリアルコレクション
  - イースVI ムービーコレクション
  - イースVI オリジナルサウンドトラック
  - 風の伝説ザナドゥ完全復刻版（プロジェクトEGGを用い、本作をWindows 環境でプレイできるようにしたもの）
  - 風の伝説ザナドゥ オリジナルサウンドトラック